# Unto Those Who Sin
Unto Those Who Sin er en amerikansk stumfilm fra 1916 af William Robert Daly.

## Medvirkende
- Fritzi Brunette som Nadia.
- Al W. Filson som Pierre Duprez.
- Lillian Hayward som fru Duprez.
- Marion Warner som Mabel.
- Edward Peil Sr. som Stokes.